# Canton de Champagne-en-Valromey
Pour les articles homonymes, voir Canton de Champagne.
Le canton de Champagne-en-Valromey est une ancienne division administrative française, située dans le département de l'Ain en région Auvergne-Rhône-Alpes. Il est complètement intégré dans l'actuel canton d'Hauteville-Lompnes.

## Géographie
Ce canton était organisé autour de Champagne-en-Valromey dans l'arrondissement de Belley. Son altitude variait de 228 m pour Béon à 1 524 m pour Virieu-le-Petit, avec une moyenne de 552 m. Il était composé de quatorze communes rurales, aucune ne dépassant 1 000 habitants.

## Histoire

Localisation du canton dans l'Ain avant 2015.

- De 1833 à 1848, les cantons de Seyssel (Ain) et de Champagne-en-Valromey avaient le même conseiller général. Le nombre de conseillers généraux était limité à 30 par département[1].
- Par le décret du 13 février 2014, le canton est supprimé à compter des élections départementales françaises de 2015[2], en application de la loi du 17 mai 2013 prévoyant le redécoupage des cantons français.

## Représentation

### Conseillers généraux de 1833 à 2015
| Période | Période      | Identité                                       | Étiquette     | Qualité |
| ------- | ------------ | ---------------------------------------------- | ------------- | --- |
| 1833    | 1836         | Claude Anthelme Garin de Lamorflan (1784-1855) |               | Avocat Maire de Yon |
| 1836    | 1848         | Claude Louis Montanier de Belmont              |               | Conseiller-maître à la Cour des Comptes Directeur du mouvement général des Fonds au ministère des Finances, Paris                |
| 1848    | 1858         | Paul Eustache de la Bastie                     |               | Maire de Talissieu |
| 1858    | 1874         | Achille Pochet                                 | Monarchiste   | Propriétaire rentier, maire de Sutrieu Avocat et notaire à Belley                                                                |
| 1874    | 1880         | Émile Brun                                     | Républicain   | Notaire à Vieu, ancien conseiller d'arrondissement                                                                               |
| 1880    | 1904         | Jules Martinand                                | Rad.          | Maire de Passin |
| 1904    | 1922         | Maxime Laguerre                                | Rad.          | Agriculteur, industriel Maire de Vieu, conseiller d'arrondissement Député (1914-1919)                                            |
| 1922    | 1938 (décès) | Louis Jacquet                                  | Rad.          | Maire de Champagne-en-Valromey, conseiller d'arrondissement                                                                      |
| 1938    | 1940         | Léon Carrier (1876-1943)                       | FR            | Cultivateur au Grand-Abergement et à Ossy Maire de Passin, conseiller d'arrondissement                                           |
|         |              |                                                |               | |
| 1942    | 1945         | Maxime Nicolas (1890-1985)                     |               | Avocat Maire de Belmont Membre de la Commission administrative départementale (1940-1942) Nommé conseiller départemental en 1942 |
|         |              |                                                |               | |
| 1945    | 1951         | Anthelme Devoisin                              | SFIO (MLN)    | Maire de Vieu (1944-1959) |
| 1951    | 1964         | Joseph Besia (1886-1983)                       | MRP           | Ancien maire d'Artemare (1944-1945)                                                                                              |
| 1964    | 1976         | Albert Vollerin                                | Rad. puis DVD | Maire de Béon (Ain) (1959-1983), ancien résistant                                                                                |
| 1976    | 1982         | Charles Bailly                                 | PS            | Maire de Saint-Étienne-sur-Chalaronne                                                                                            |
| 1982    | 1988         | Jean Frangin                                   | UDF-PR        | Employé SNCF, Champagne-en-Valromey                                                                                              |
| 1988    | 2008         | Helmut Schwenzer                               | DVD puis UMP  | Maire de Virieu-le-Petit (1988-2008)                                                                                             |
| 2008    | 2015         | Jean-Baptiste Zambelli                         | DVG           | Employé Maire de Belmont-Luthézieu (2001-2014)                                                                                   |

### Conseillers d'arrondissement (de 1833 à 1940)
| Période                                                                         | Période      | Identité                                | Étiquette           | Qualité |
| ------------------------------------------------------------------------------- | ------------ | --------------------------------------- | ------------------- | --- |
| 1833                                                                            | 1848         | Honoré Simon Candide Pochet (1776-1849) |                     | Colonel d'infanterie en retraite, propriétaire à Champagne                                                  |
| 1848                                                                            | 1852         | Émile Brun (1818-1899)                  | Républicain         | Notaire, maire de Vieu                                                                                      |
| 1852                                                                            | 1867         | François Françon                        |                     | Maire de Ruffieu                                                                                            |
| 1867                                                                            | 1871         | Anthelme Costaz                         |                     | Propriétaire à Fitignieu et à Champagne                                                                     |
| 1871                                                                            | 1874         | Léon Dallemagne                         |                     | Propriétaire à Machuraz, commune de Vieu                                                                    |
| 1874                                                                            | 1880         | Gabriel Labatie (1844-1919)             |                     | Avocat et poète, propriétaire, maire de Talissieu                                                           |
| 1880                                                                            | 1886 (décès) | Théodore Favre (1832-1886)              |                     | Propriétaire à Vieu                                                                                         |
| 1886                                                                            | 1888 (décès) | Louis Frédéric Carrel (1846-1888)       |                     | Tailleur de pierres à Vieu                                                                                  |
| 1888                                                                            | 1892         | Émile Brun                              | Républicain         | Propriétaire à Vieu                                                                                         |
| 1892                                                                            | 1904         | Maxime Laguerre                         | Républicain Radical | Agriculteur, industriel, maire de Vieu                                                                      |
| 1904                                                                            | 1913         | Francisque Dor (1858-1946)              |                     | Cultivateur, maire de Champagne                                                                             |
| 1913                                                                            | 1922         | Louis Jacquet (1871-1937)               | Radical             | Huissier à Champagne                                                                                        |
| 1922                                                                            | 1938         | Léon Carrier                            | Modéré              | Cultivateur, maire de Passin                                                                                |
| 1938                                                                            | 1940         | M. Cerdon                               | Radical             | |
| 1940                                                                            |              |                                         |                     | Les conseils d'arrondissement ont été suspendus par la loi du 12 octobre 1940 et n'ont jamais été réactivés |
| Source : Journal Le Courrier de l'Ain sur le site des archives départementales. |              |                                         |                     | |

## Composition
Le canton de Champagne-en-Valromey comprenait quatorze communes et comptait 5 019 habitants en 2012 (population municipale).
| Nom                               | Code Insee | Intercommunalité | Population (dernière pop. légale) |
| --------------------------------- | ---------- | ---------------- | --------------------------------- |
| Champagne-en-Valromey (chef-lieu) | 01079      | CC Bugey Sud     | 821 (2014)                        |
| Artemare                          | 01022      | CC Bugey Sud     | 1 193 (2014)                      |
| Belmont-Luthézieu                 | 01036      | CC Bugey Sud     | 549 (2014)                        |
| Béon                              | 01039      | CC Bugey Sud     | 467 (2014)                        |
| Brénaz                            | 01059      | CC Bugey Sud     | 96 (2014)                         |
| Chavornay                         | 01097      | CC Bugey Sud     | 219 (2014)                        |
| Lochieu                           | 01218      | CC Bugey Sud     | 96 (2014)                         |
| Lompnieu                          | 01221      | CC Bugey Sud     | 115 (2014)                        |
| Ruffieu                           | 01330      | CC Bugey Sud     | 187 (2014)                        |
| Songieu                           | 01409      | CC du Valromey   | 128 (2015)                        |
| Sutrieu                           | 01414      | CC Bugey Sud     | 214 (2014)                        |
| Talissieu                         | 01415      | CC Bugey Sud     | 439 (2014)                        |
| Vieu                              | 01442      | CC Bugey Sud     | 376 (2014)                        |
| Virieu-le-Petit                   | 01453      | CC Bugey Sud     | 304 (2014)                        |

À la suite du redécoupage des cantons pour 2015, toutes les communes sont rattachées au nouveau canton d'Hauteville-Lompnes.

## Démographie
| 1962  | 1968  | 1975  | 1982  | 1990  | 1999  | 2006  | 2011  | 2012  |
| ----- | ----- | ----- | ----- | ----- | ----- | ----- | ----- | ----- |
| 4 336 | 4 196 | 3 967 | 4 095 | 4 147 | 4 382 | 4 669 | 5 041 | 5 115 |